# パエリア

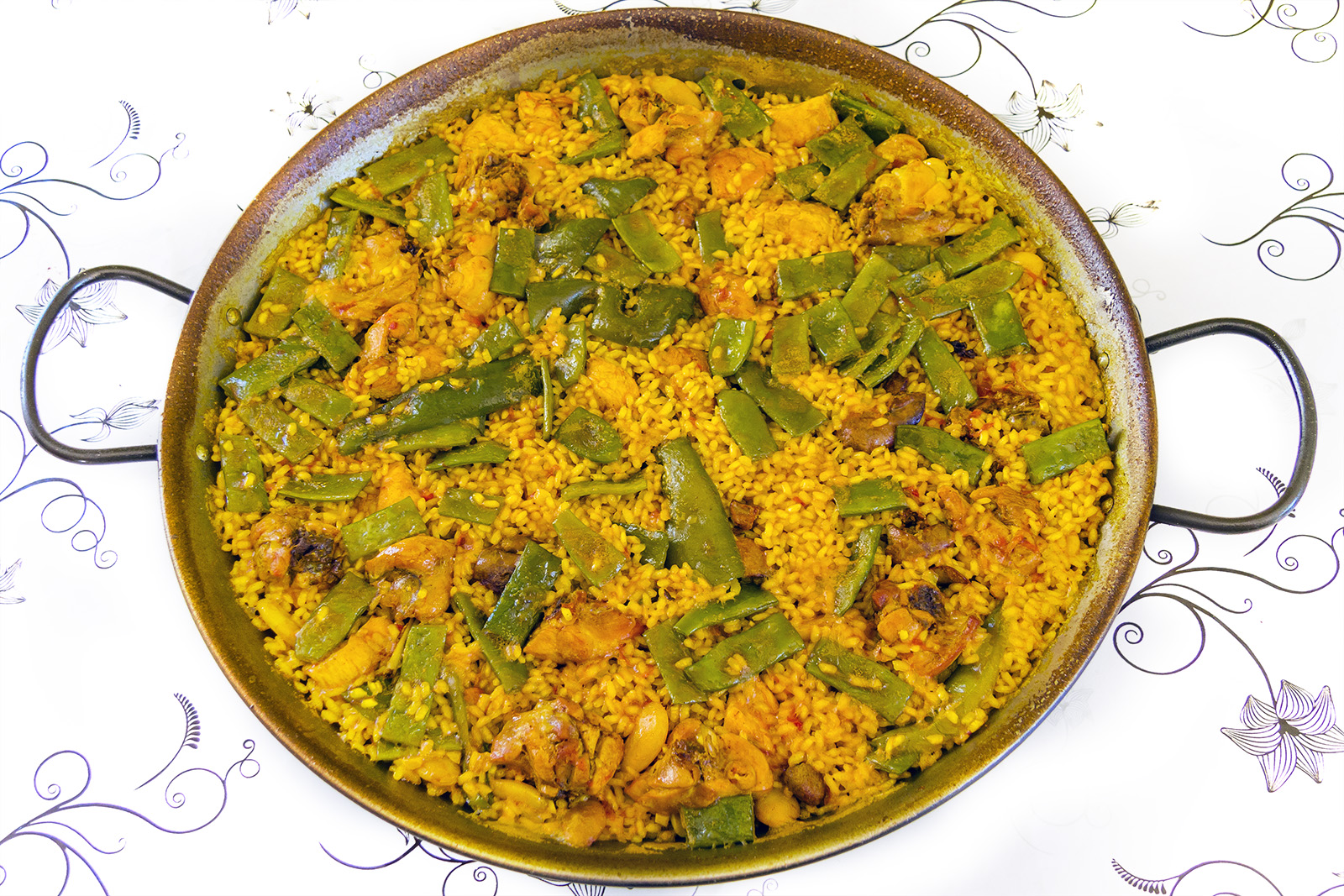
バレンシア風パエリア

パエリア、パエリャもしくはジェイスモでパエーヤ、パエージャ（バレンシア語: paella）とは、スペイン東部・バレンシア州のバレンシア地方発祥の米料理。世界的に人気のあるスペイン料理の1つで、本場バレンシア地方ではパエリアの祭りなどもある。

## 名称

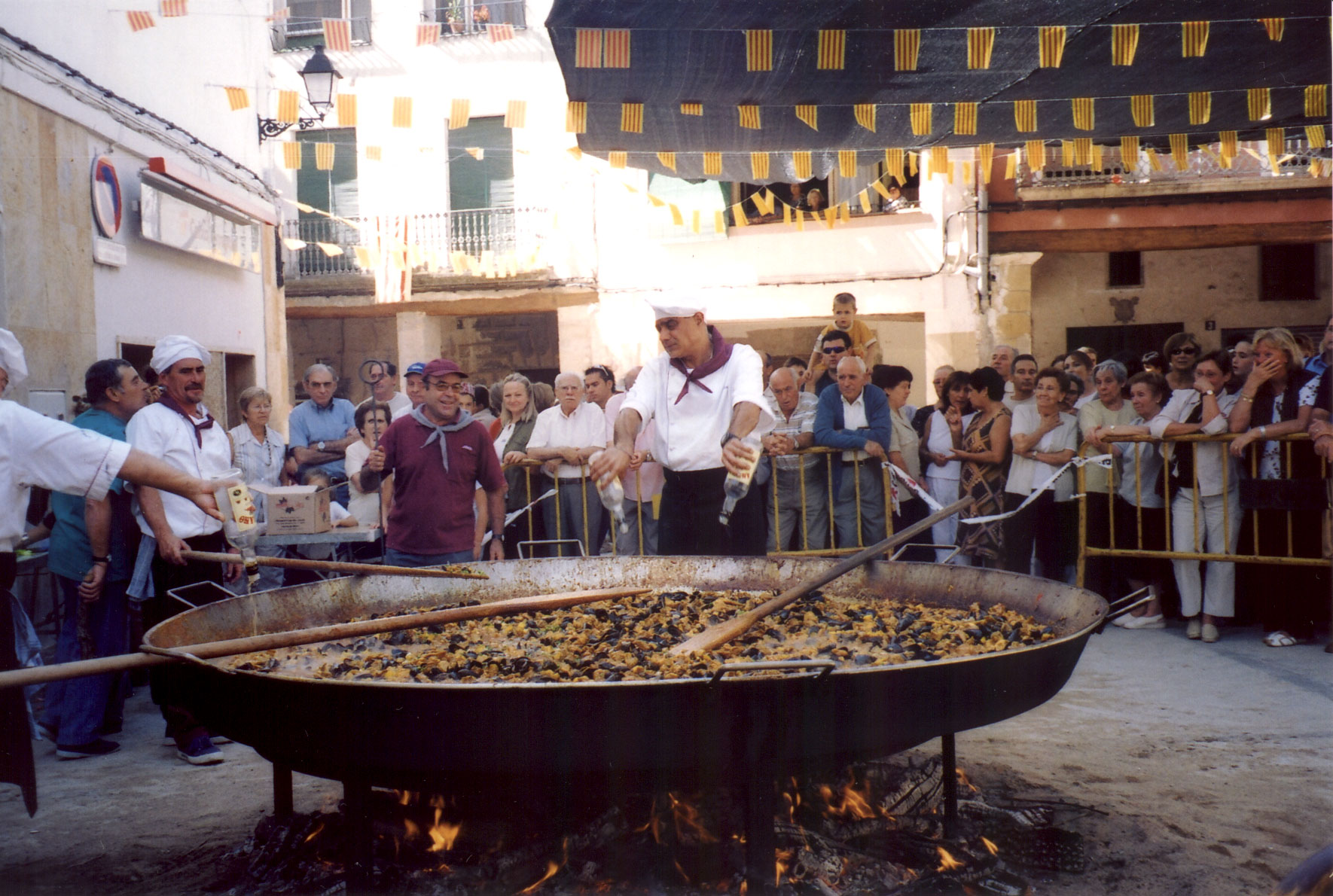
屋外で巨大なパエリアを調理するパエジェーロ達

「パエリア」という言葉は、本来バレンシア語でフライパンを意味する。バレンシア地方の外にこの調理器具を用いた料理法が伝わるうちに、調理器具よりも料理の名称としてスペイン人全体や他国民に浸透していった。
パエリアを炊く人のことを、女性なら「パエジェーラ」(paellera), 男性なら「パエジェーロ」(paellero) と呼ぶ。

## 歴史
パエリアの起源は、スペインに稲作をもたらしたアラブ人に由来する。紀元9世紀以後、アル＝アンダルスのムスリムの間で作られてきた。ピラフと同様にその歴史は古い。
つい近年までは、オレンジの果樹園で働く農民たちが、オレンジの木の下でパエリアを昼食として調理する姿が頻繁に見かけられたという。

## 製法

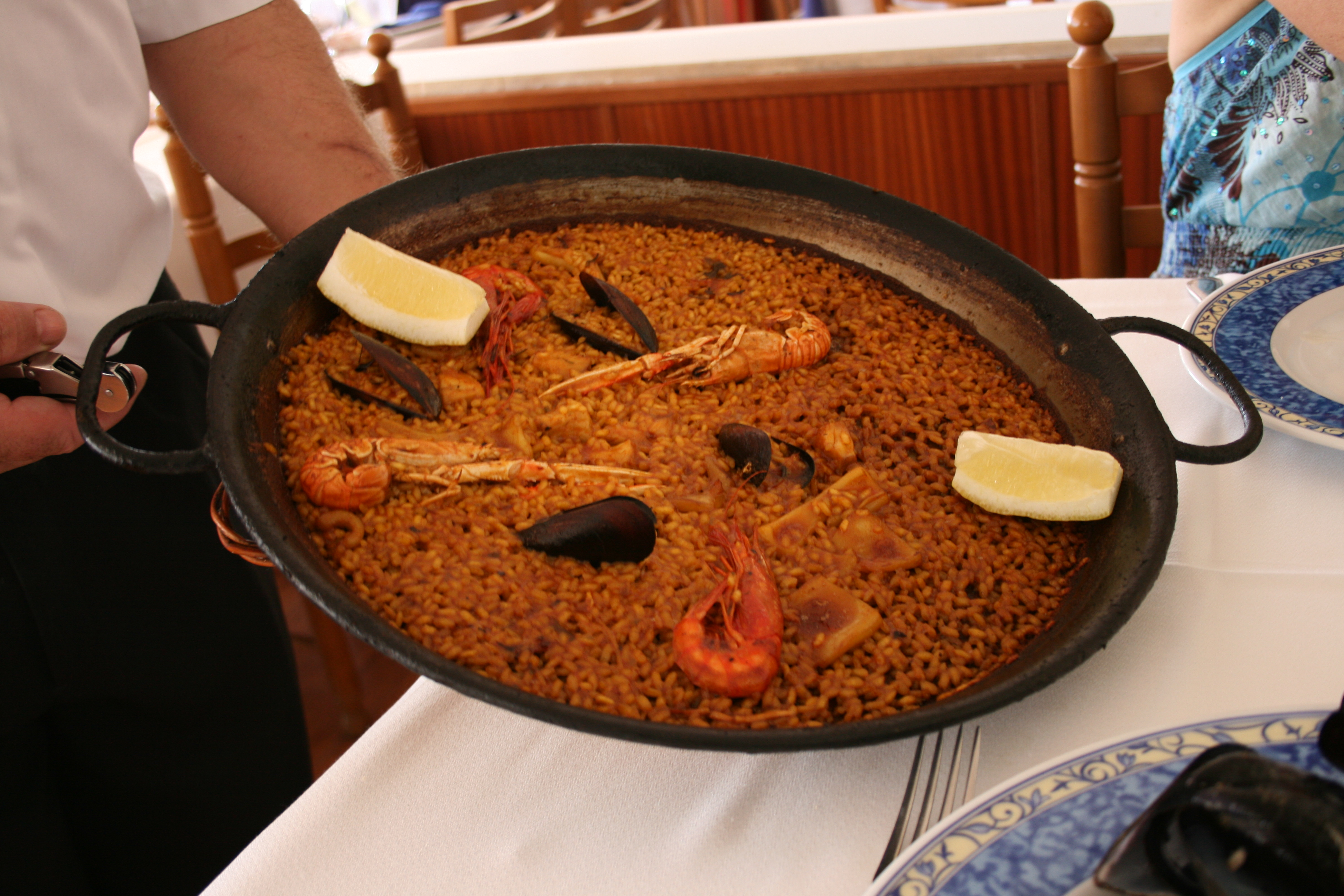
ソカラ（お焦げ）も賞味される。

パエジェーラと呼ばれる専用のパエリア鍋（両側に取っ手のある平底の浅くて丸いフライパン）で調理する米料理で、野菜、魚介類、肉などの具材をたっぷりと入れて炒め、それにジャバニカ米、水、黄色の着色料としてサフランを加えて炊き上げる。その際に蓋をし、いわば具材を蓋の代わりにして炊きあげるのが一般的である。サフランは高価なため、安価な着色料が使われることもある。
本場バレンシア地方では芯の残ったものは炊き方が悪いものとして嫌われる。またバレンシアでは汁気が残ったり、米が柔らかくなりすぎたものもうまく炊けていないものとされる。一方、バルセロナを中心とするカタルーニャ地方などでは、汁気を飛ばし過ぎないパエリアが一般的である。
鍋の底には、ソカラ (socarrat) と呼ばれるお焦げが出来るようにする。伝統的な調理法では、ある程度炊き上げてからパエリア鍋をオーブンに入れ、加熱して水分を飛ばすが、屋外で薪を使って炊いたパエリアだけが真のパエリアだとする意見もある。いずれにしても「調理中は混ぜない」ことが重要である。

## 食材の種類
タコ、エビ、ムール貝（ムラサキイガイ）、ヨーロッパアカザエビ、イカ、白身魚を用いた魚介系のパエリアが有名だが、バレンシア風パエリア (paella valenciana) は、ウサギ肉、鶏肉、カタツムリ、インゲンマメ、ピメント（パプリカ）などの山の幸を中心にして作る。基本的に塩とサフラン以外の調味料・香辛料は入れないため、材料の風味を生かした素朴な味わいになる。魚介類も肉も入れたパエリアをパエージャ・ミスタ（paella mixta, ミックスパエリア）と呼ぶが、比較的新しい種類のパエリアである。
バレンシアでパエリアに使われる米は、長粒種ではなく、短粒種で一般的な日本米よりやや粒が大きいジャバニカ米が多い。またカタルーニャ地方には、米の代わりにパスタを用いたフィデウアという料理もある。

## パエリアの色々

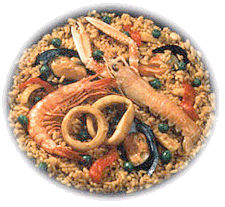
パエージャ・デ・マリスコス (Paella de mariscos): シーフードのパエリア。
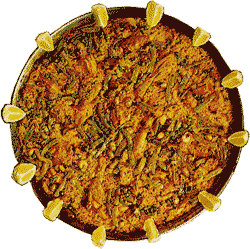
パエージャ・バレンシアーナ (Paella valenciana): バレンシア風の一例。
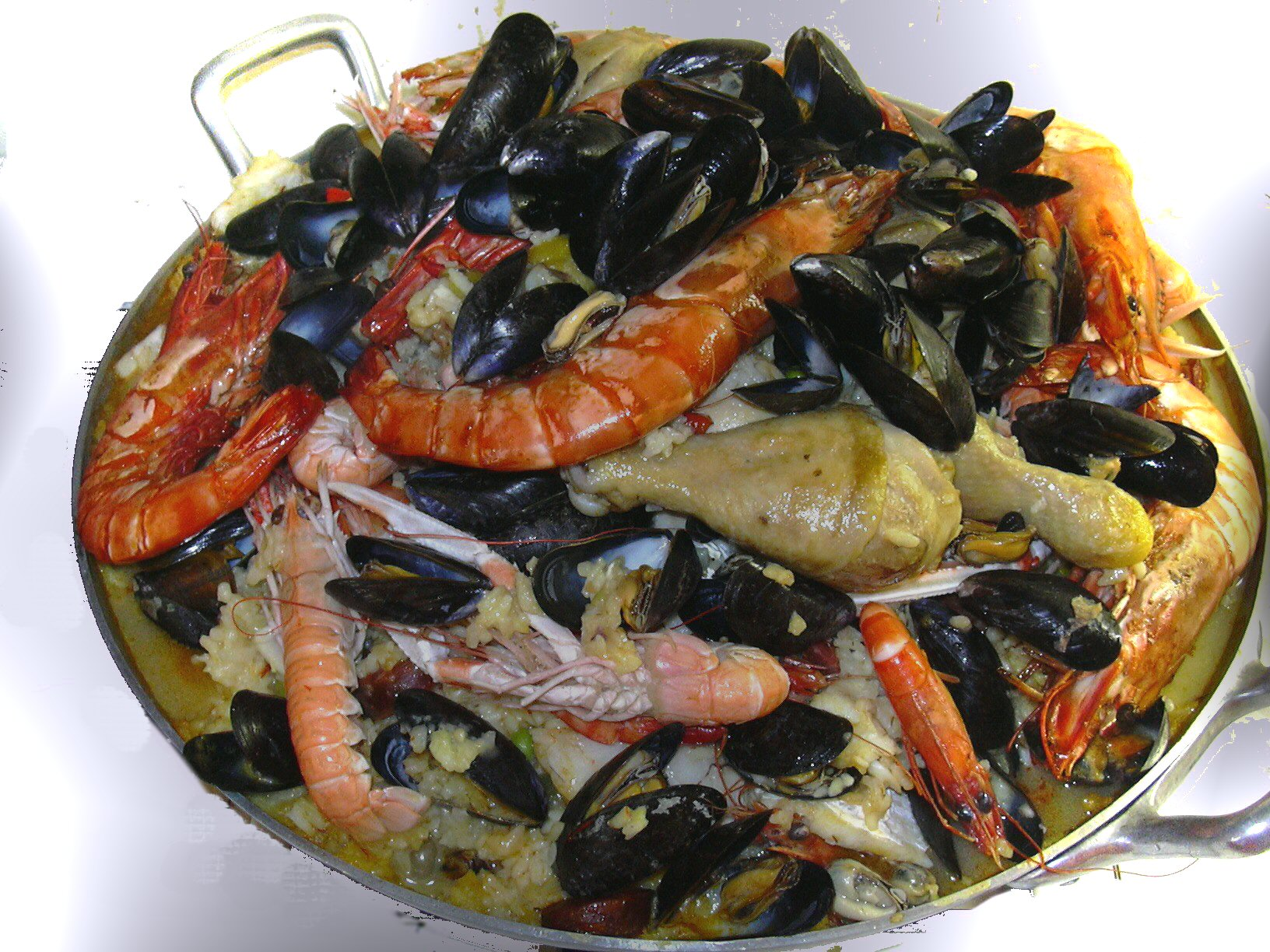
バレンシア風の一例・ムール貝入り。
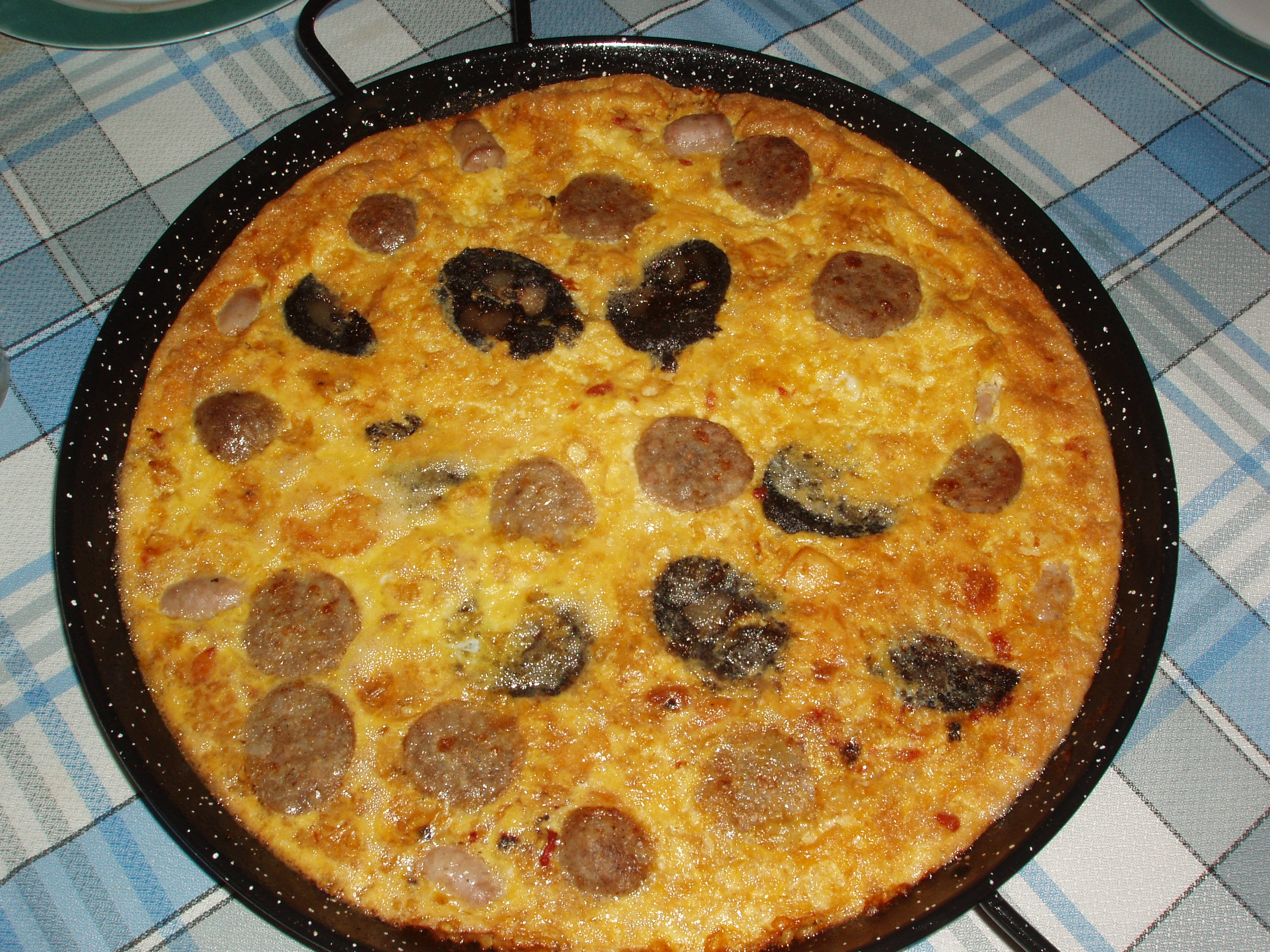
アロス・コン・コストラ (Arroz con costra): ソーセージ数種を炊き込んだパエリア。
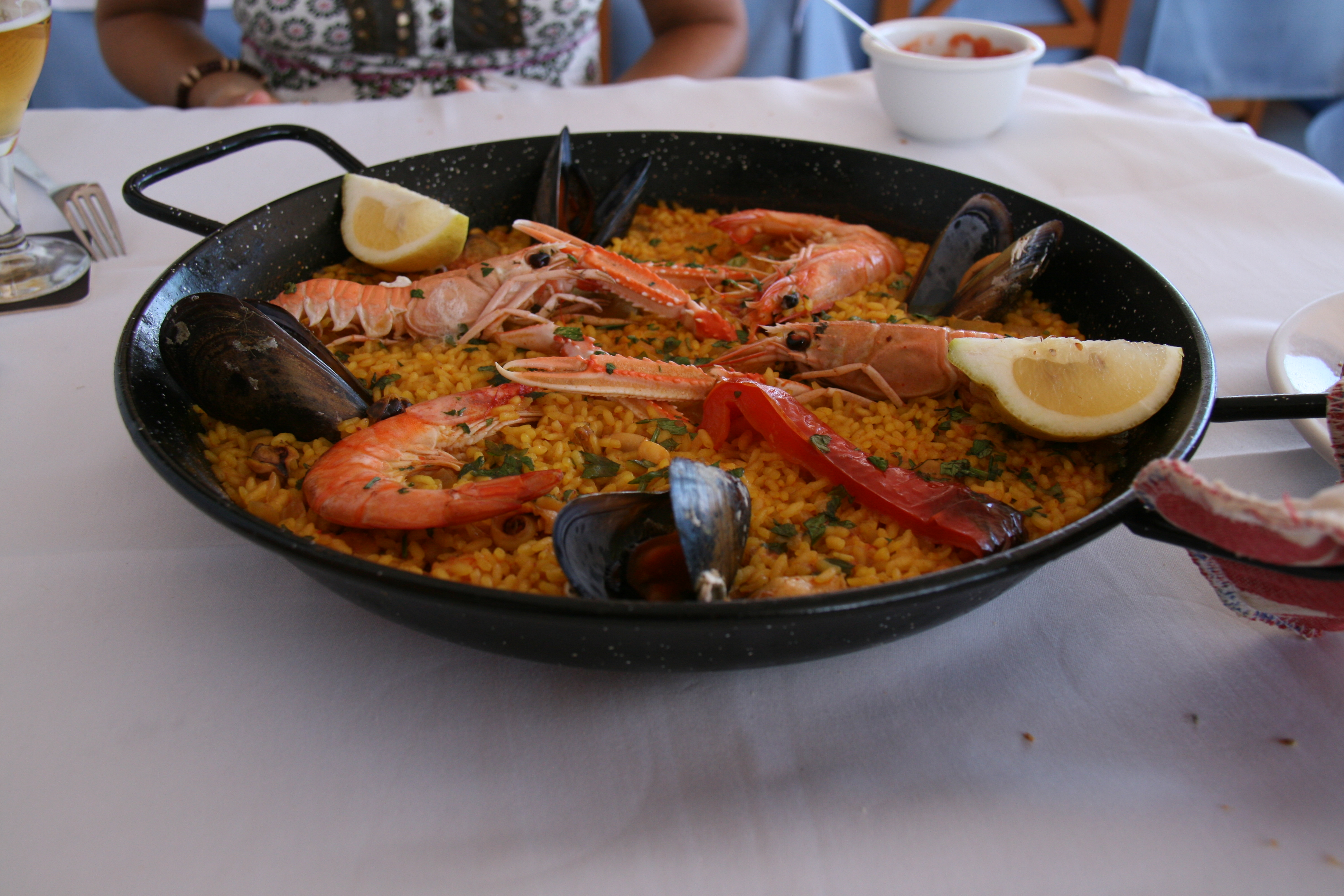
パエージャ・マリネーラ (Paella marinera): 漁師風パエリア。
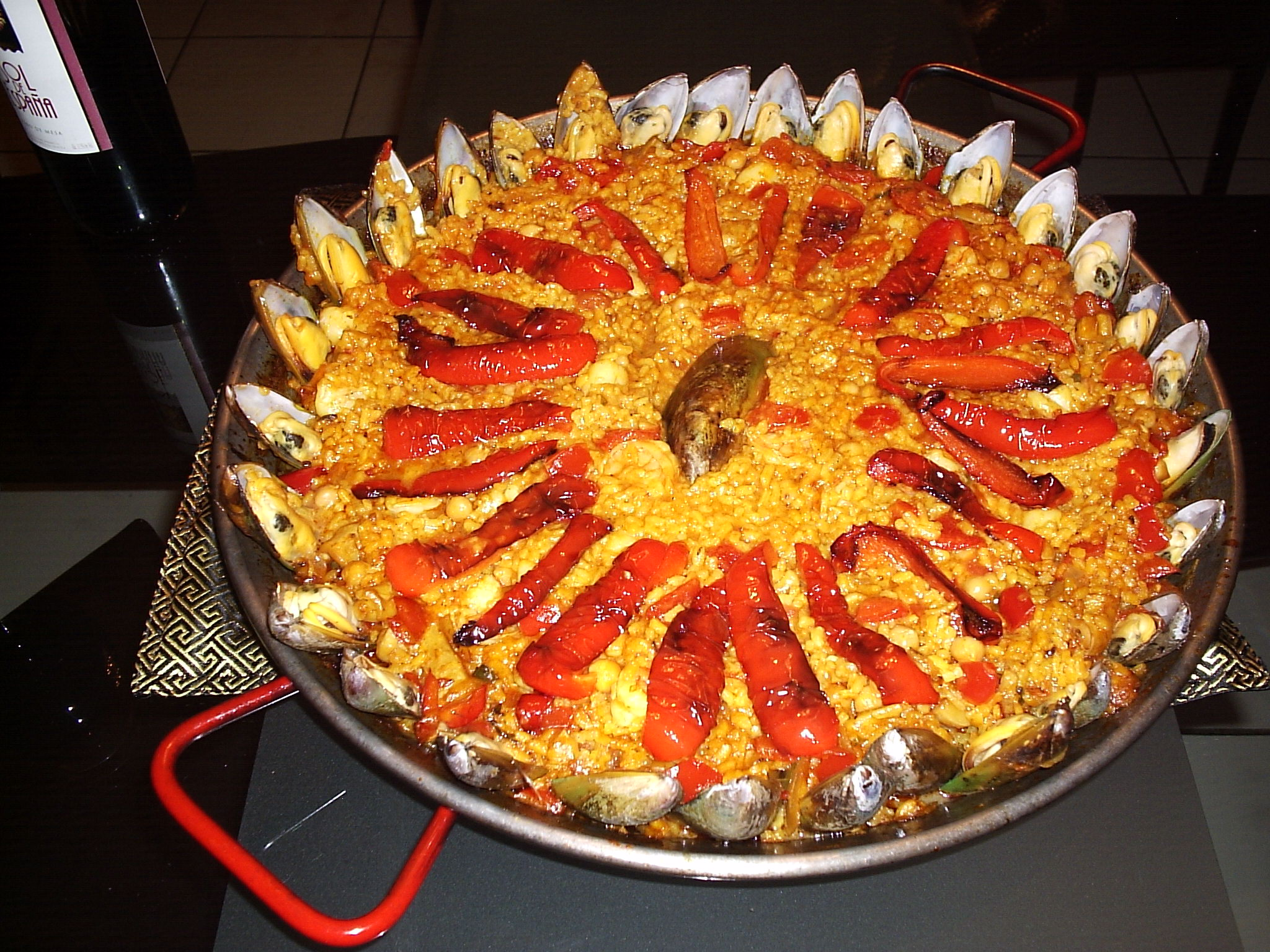
パエージャ・ミスタ (Paella mixta): 鶏肉、魚介類とピメントのパエリア。
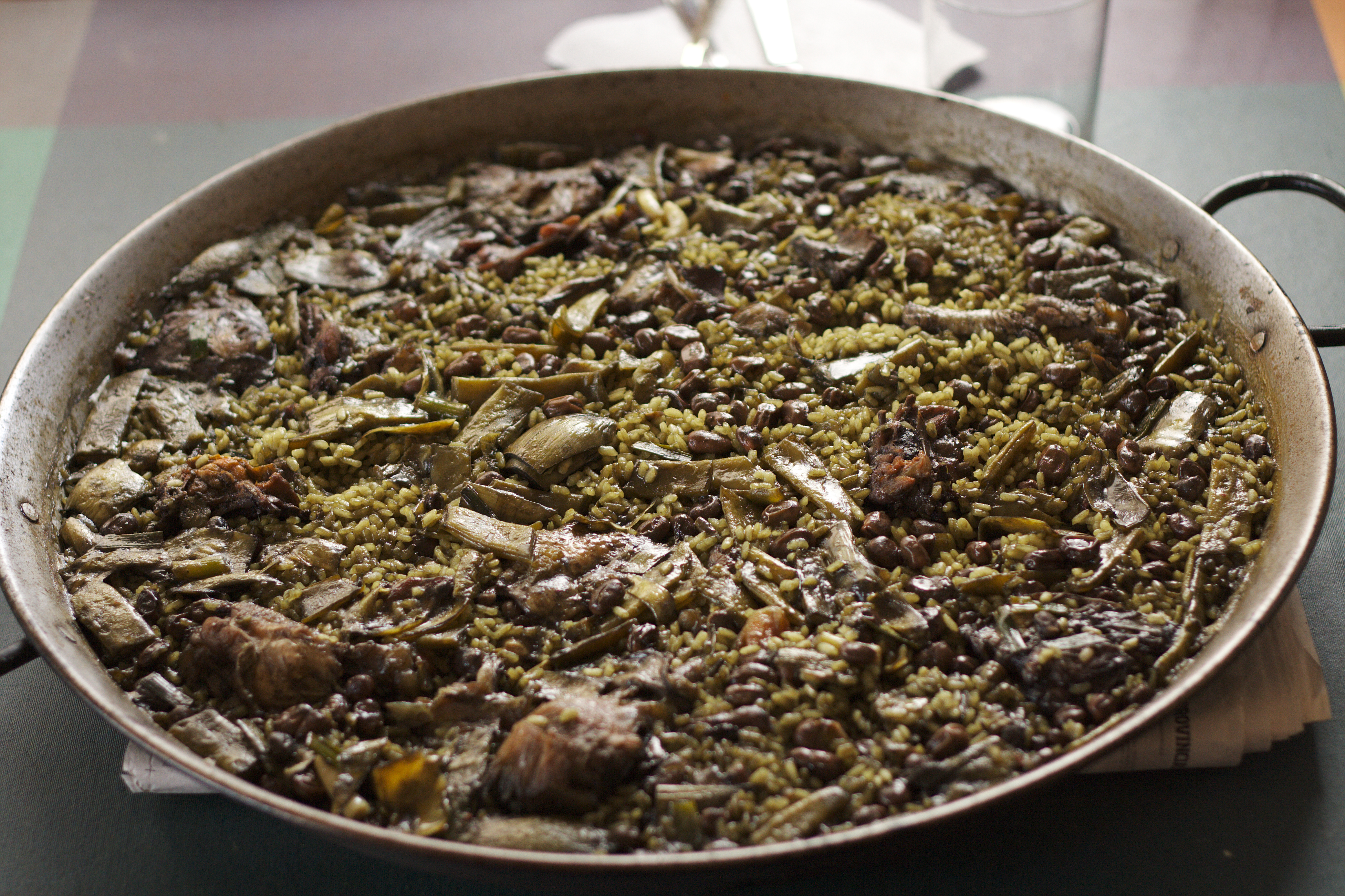
パエージャ・デ・ベルドゥラ (Paella de verdura): 野菜（アーティチョーク、ソラマメ）のパエリア。
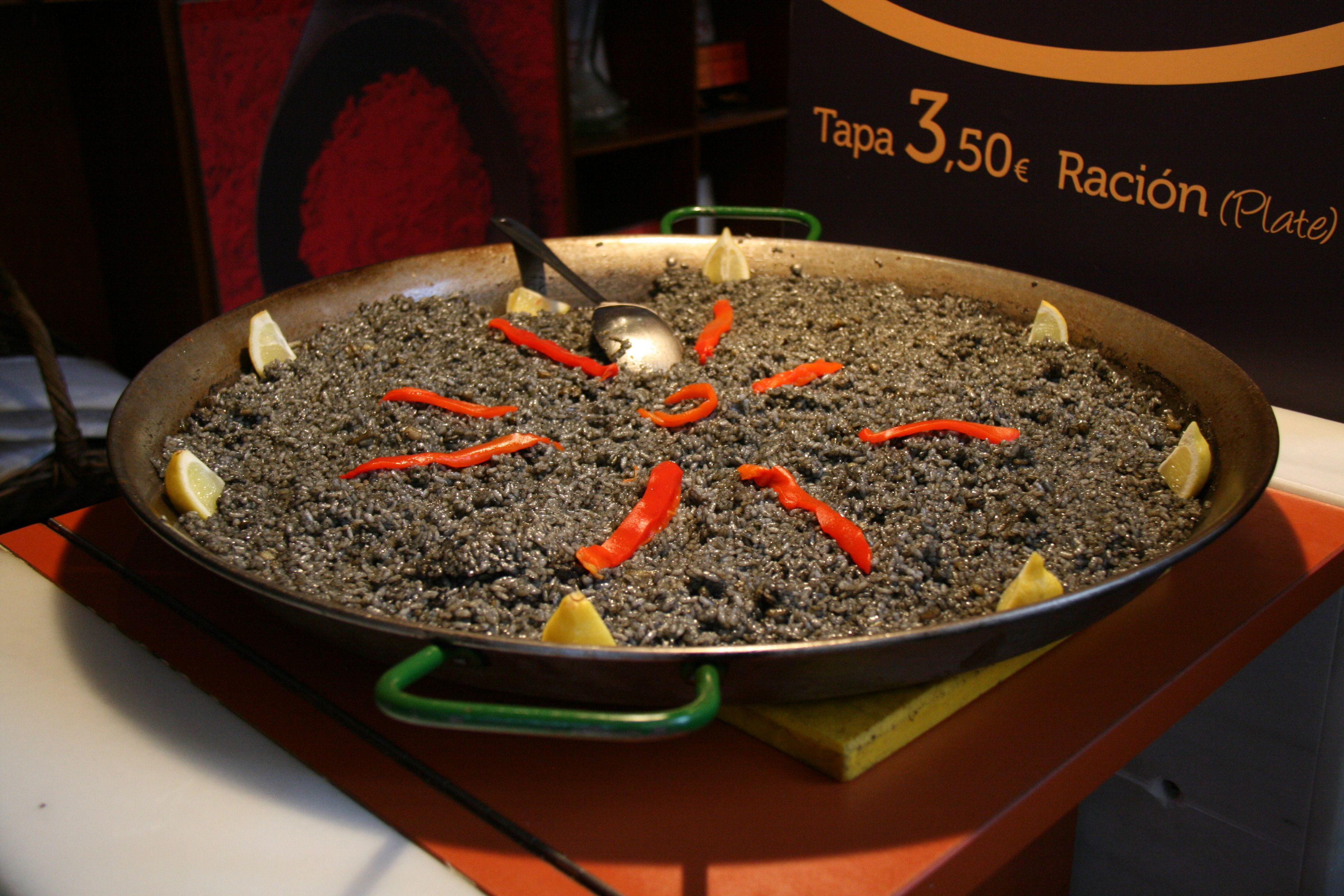
アロス・ネグロ (Arroz negro): イカ墨のパエリア。別名パエージャ・ネグロ。
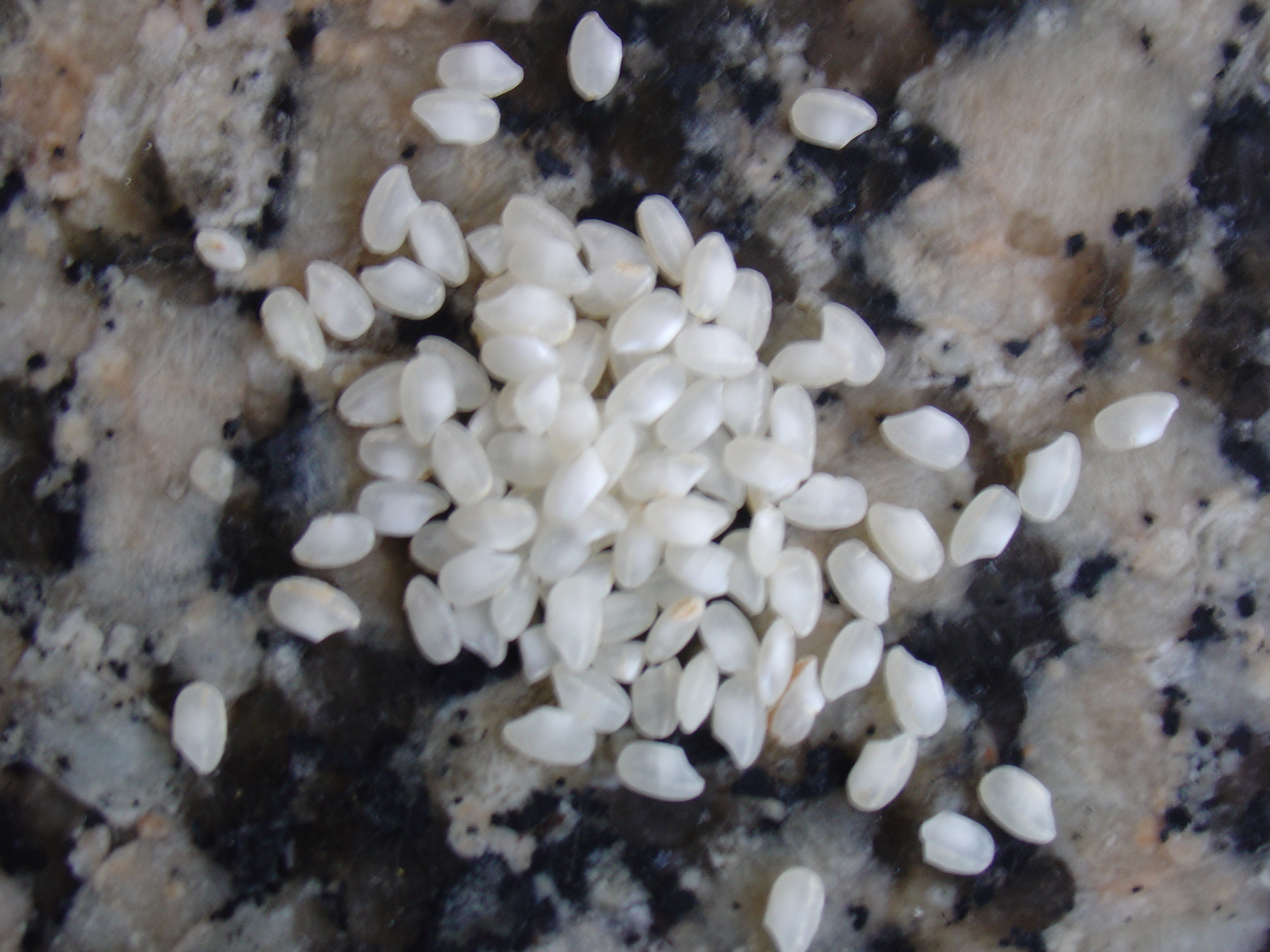
パエリア用の米（ジャバニカ米）。ジャポニカ米系統の短粒品種ではあるが、食感などはインディカ米に近い。